# John Borg (Fußballspieler)
John Carmel Adam Borg (* 22. Februar 1980 in Salford) ist ein ehemaliger englischer Fußballspieler.

## Karriere
Borg gehörte in der Saison 1997/98 als Trainee dem Nachwuchsbereich der Doncaster Rovers an. Die gesamte Saison über befand sich der Klub in finanziellen Nöten, kurz vor Schließung des Transferfensters im März 1998, die Mannschaft stand zu diesem Zeitpunkt abgeschlagen am Tabellenende der Football League Third Division, verließen mehrere erfahrene Spieler den Klub. Mittelfeldakteur Borg wurde Ende März 1998 anlässlich eines Auswärtsspiels gegen den AFC Rochdale von Trainer Mark Weaver in die Startelf der ersten Mannschaft berufen, die 1:4-Niederlage blieb sein einziger Auftritt. Das Jugendteam wurde in der Folge vom Spielbetrieb abgemeldet, weil mehrere Nachwuchsspieler gebraucht wurden, um die Saison der ersten Mannschaft zu Ende zu spielen. Mit dem Abstieg in die Football Conference stellte der Klub seinen Nachwuchsbereich am Saisonende komplett ein und Borg musste wie alle anderen Jugendspieler den Klub verlassen.
Seine fußballerische Ausbildung setzte Borg beim FC Bury fort. In der zweiten Jahreshälfte 1999 mit einem Kurzzeitvertrag ausgestattet, wurde dieser aus finanziellen Gründen, wie die seiner drei Mitspieler Gary Hoggeth, Rob Debenham (beide zuvor ebenfalls bei Doncaster) und Ian Hutchinson, im November 1999 nicht verlängert. Seine Laufbahn fand im Non-League football ihre Fortsetzung, so war er in der Saison 2000/01 bei Congleton Town in der Northern Premier League aktiv. Spätestens ab der zweiten Jahreshälfte 2005 war er für Salford City am Ball und spielte im Juli 2006 mit Salford in einem Freundschaftsspiel gegen den walisischen Europapokalteilnehmer Rhyl FC. Mindestens von 2007 bis 2008 war er in der North West Counties League für Bacup Borough aktiv. Im Frühjahr 2009 war er weiter in der Ligpyramide hinabgestiegen und spielte für Stoneclough in der West Lancashire League.
Beruflich war Borg im September 2012 in einem Unternehmen für physische und elektronische Datenaufbewahrung tätig.